# Ernst Giese

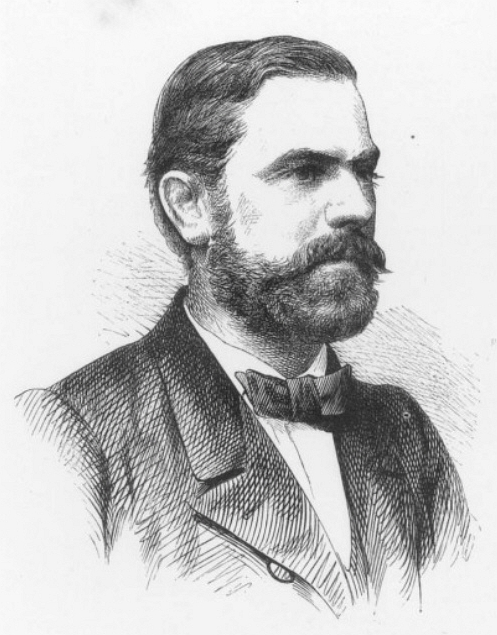
Ernst Giese.

Ernst Friedrich Giese, född 16 april 1832 i Bautzen, död 12 oktober 1903 i Charlottenburg, var en tysk arkitekt. 
Giese studerade byggnadskonst vid akademien i Düsseldorf 1860-72. Han var professor på Polytechnikum i Dresden 1878-1901, där han samarbetade med P. Weidner. Hans främsta verk är Düsseldorfs Stadttheater (1873) och Kunsthalle (1878), Lutherkirche i Dresden (1882) och centralbangården där (1895-99). Andra verk är Oberlausitzer Bank i Zittau och Gewandhaus i Bautzen.  Han använde sig gärna av italiensk högrenässans.